# Karang Jadi (Belitang III)
Karang Jadi is een bestuurslaag in het regentschap Ogan Komering Ulu van de provincie Zuid-Sumatra, Indonesië. Karang Jadi telt 1129 inwoners (volkstelling 2010).